# San Agustín, Santa María Chilchotla
San Agustín är en ort i Mexiko.   Den ligger i kommunen Santa María Chilchotla och delstaten Oaxaca, i den sydöstra delen av landet, 280 km sydost om huvudstaden Mexico City. San Agustín ligger 462 meter över havet och antalet invånare är 147.
Terrängen runt San Agustín är kuperad österut, men västerut är den bergig. Runt San Agustín är det ganska tätbefolkat, med 65 invånare per kvadratkilometer. Närmaste större samhälle är Huautla de Jiménez, 18,9 km sydväst om San Agustín. I omgivningarna runt San Agustín växer i huvudsak städsegrön lövskog.